# سفارة المملكة المتحدة في روسيا
سفارة المملكة المتحدة في روسيا هي أرفع تمثيل دبلوماسي لدولة المملكة المتحدة لدى روسيا. تقع السفارة في Arbat District ‏ وهي تهدف لتعزيز المصالح البريطانية في روسيا.

## وصلات خارجية
- الموقع الرسمي
- قائمة سفارات المملكة المتحدة
- قائمة السفارات في روسيا